# TSV Bayer 04 Leverkusen (Handball)
Der TSV Bayer 04 Leverkusen, dessen erste Handballmannschaft der Frauen zu Marketingzwecken den Beinamen Werkselfen trägt, spielt in der 2. Bundesliga. Der Bereich Handball, mit den Werkselfen als Aushängeschild, ist eine Abteilung des TSV Bayer 04 Leverkusen. Der Verein ist mit zwölf Titeln Frauen-Rekordmeister des Deutschen Handballbundes und mit neun Siegen Rekordsieger im DHB-Pokal der Frauen. Den Titel „Deutscher Rekordmeister“ und „Deutscher Rekordpokalsieger“ beansprucht jedoch auch der HC Leipzig für sich, der inklusive der in der DDR gewonnenen Titel auf insgesamt 23 nationale Meisterschaften und 9 Pokalsiege kommt.

## Geschichte
Mitte der 1920er Jahre fand der Handballsport in der Sportvereinigung Leverkusen 04 seinen Anfang und im Sommer 1930 trugen die Damen- und Jugendmannschaften die ersten Spiele aus. Einen internationalen Titel, zwölf Meisterschaften und neun Pokalsiege gewannen die Rheinländerinnen bislang. Dabei gelang ihnen jeweils mindestens eine Titelverteidigung. Die erste Nationalspielerin aus Leverkusen war Wally Fischer, die gemeinsam mit der späteren Nationalspielerin Gisela Hoey insgesamt vier Titel an den Rhein holte. Zwischen 1979 und 1987 folgte dann die Hochzeit für Bayer Leverkusen. Acht Meisterschaften und sechs Pokalsiege holte die Mannschaft in neun Spielzeiten. Zweifelloser Höhepunkt war das Erreichen des Finales im Europapokal der Landesmeister, der heutigen Champions League, welches allerdings klar 16:22 und daheim 19:20 gegen Radnički Belgrad verloren wurde, die bereits das fünfte Finale in Folge bestritten hatten.
Seit 1975 im Verein ist die ehemalige Kreisläuferin Renate Wolf, die mittlerweile Managerin der Handballabteilung ist und von 1996 bis 2012 auch die Trainerin war. Sie übernahm das Traineramt von Norbert Gwiozda und führte den Verein zu zwei Pokalsiegen und zum Challenge-Cup-Gewinn, welcher den vierthöchsten Pokal im europäischen Handball darstellt.
Organisatorisch geführt wird die Abteilung durch einen Abteilungsvorstand. Den Vorsitz hält seit 2005 (mit einer einjährigen Unterbrechung) Dietmar Bochert, der in dieser Funktion zudem dem Gesamtvorstand des Hauptvereins angehört. Stellvertreter sind Handball-Legende und Rechtsanwalt Andreas Thiel sowie der ehemalige Ford-Manager Hans Frenger. Kassenführer ist Bernhard Claus. Weitere Mitglieder des Vorstands sind Jugend-Geschäftsführerin Conny Krüger, Frauenwart Wally Fischer, Ältestenrat Gesine Küster und Männerwart Carsten Gerdes.
Bayer 04 Leverkusen gehörte ab der Gründung der Bundesliga 1975 durchgehend der höchsten deutschen Spielklasse an. Diese Serie wurde jedoch zwischenzeitig durch den Rückzug vom Hauptsponsors des Hauptvereins, der Bayer AG, bedroht. Dadurch geriet das Budget in Schieflage. Mehrere prominente Persönlichkeiten setzen sich für den Verbleib des Teams in der 1. Bundesliga ein. Darunter der Torwarttrainer Andreas Thiel. Am 27. Februar 2010 wurde bekannt, dass die Bayer AG eine einmalige Zahlung zur Rettung bereitstellen wird und somit der Bundesliga-Handball sichergestellt ist. Im Jahr 2025 stieg die Frauenmannschaft nach 50 Jahren Bundesligaangehörigkeit erstmals ab.

## Erfolge
- Finalist des Europapokals der Landesmeister: 1984
- Halbfinalist des Europapokals der Landesmeister: 1983
- Finalist im IHF-Cup: 1991
- Sieger Challenge Cup: 2005
- Deutscher Meister: 1965, 1966, 1973, 1974, 1979, 1980, 1982, 1983, 1984, 1985, 1986, 1987
- Deutscher Pokalsieger: 1980, 1982, 1983, 1984, 1985, 1987, 1991, 2002, 2010

## Der Kader 2025/26

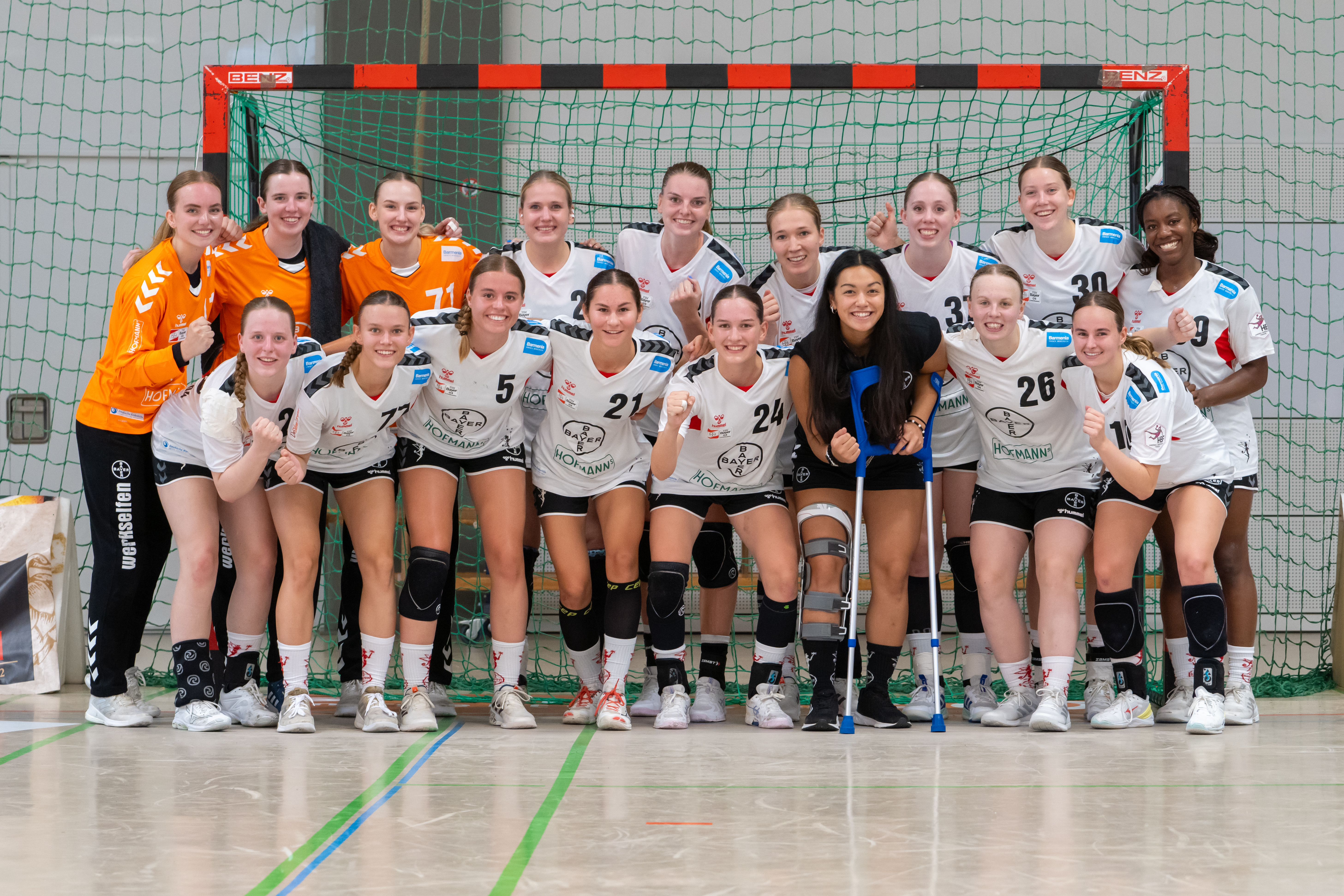
Mannschaft der Saison 2024/25 nach der ersten Runde im DHB-Pokal

| Nr. | Nat.           | Name               | Position     | Geburtstag | Größe  | seit | Letzter Verein        |
| --- | -------------- | ------------------ | ------------ | ---------- | ------ | ---- | --------------------- |
| 28  | Deutsche       | Jana Theobald      | TW           | 28.04.2006 | 1,68 m |      |                       |
| 52  | Deutsche       | Merle Muth         | TW           |            | 1,82 m | 2025 | Borussia Dortmund     |
| 95  | Kroatin        | Nela Žužić         | TW           | 30.08.1995 | 1,83 m | 2025 |                       |
| 02  | Deutsche       | Annika Ingenpaß    | KM           | 08.08.1996 | 1,77 m | 2023 | HSG Bad Wildungen     |
| 03  | Deutsche       | Dana Gruner        | LA           | 07.03.2000 | 1,60 m | 2025 | BSV Sachsen Zwickau   |
| 05  | Niederländerin | Veerle Heebing     | RL           | 09.10.2003 | 1,84 m | 2025 | Cabooter Fortes Venlo |
| 06  | Deutsche       | Astrid Richartz    | RL           | 25.03.2006 |        | 2021 | Bergischen HC         |
| 07  | Deutsche       | Lea Flohr          | RL           | 17.03.2002 | 1,76 m | 2025 | HSC Kreuzlingen       |
| 10  | Deutsche       | Sophia Cormann     | RM           | 16.08.2002 | 1,67 m | 2017 | BTB Aachen            |
| 11  | Deutsche       | Mia Cruzado        | RM           | 01.07.2006 | 1,73 m | 2021 | HSV Solingen Gräfrath |
| 15  | Deutsche       | Leah Kreiselman    | LA           | 15.03.2006 |        | 2022 | HB Museldall          |
| 18  | /              | Kim Braun          | LA           | 06.02.1997 | 1,75 m | 2025 | KTSV Eupen            |
| 19  | Niederländerin | Denise Mol         | RR           | 09.10.2001 | 1,83 m | 2025 | SEW Westfriesland     |
| 24  | Niederländerin | Britt van der Baan | RA           | 24.08.2001 | 1,70 m | 2025 | Frisch Auf Göppingen  |
| 27  | Deutsche       | Luise Gruber       | RA           | 18.04.2007 | 1,68 m | 2023 | ESV 1927 Regensburg   |
| 77  | Deutsche       | Hannah Wirth       | RA           | 01.09.2006 | 1,73 m | 2022 | Bergischer HC         |
|     | Deutscher      | Michael Biegler    | Trainer      | 05.04.1961 | 1,85 m | 2023 | TSG Friesenheim       |
|     | Deutscher      | Svenja Huber       | Co-Trainerin | 23.10.1985 | 1,68 m | 2023 |                       |

### Zugänge 2025/26
- Lea Flohr (HSC Kreuzlingen)[4]
- Kim Braun (Verletzungspause)[5]
- Merle Muth (Borussia Dortmund)[6]
- Nela Žužić (Pause)[7]
- Britt van der Baan (Frisch Auf Göppingen)[8]
- Denise Mol (SEW Westfriesland)[9]
- Veerle Heebing (Cabooter Fortes Venlo)[10]
- Dana Gruner (BSV Sachsen Zwickau)[11]

### Abgänge 2025/26
- Jennifer Souza (HSV Solingen-Gräfrath)[12]
- Christin Kaufmann (Buxtehuder SV)[13]
- Pia Terfloth (Bergischer HC)[14]
- Johanna Andresen (Buxtehuder SV)[15]
- Rozemarijn Alderden (HC Rödertal)[16]
- Nele Spengler (HSV Solingen-Gräfrath)[17]
- Lena Lindemann (Bergischer HC)[18]
- Fem Boeters (HV Quintus)[19]
- Marie Teusch (SV Allensbach)[20]
- Lieke van der Linden (Ziel unbekannt)[21]
- Nele Vogel (Pause)[21]
- Loreen Veit (SC DJK Everswinkel)[22]

## Jugend
Die weibliche A-Jugend wurde 2013, 2014, 2015, 2018 und 2022 Deutsche Meister. Die Vize-Meisterschaft wurde 2016, 2017, 2019 und 2021 erreicht.

## Männerabteilung
Die Feldhandball-Mannschaft von Bayer Leverkusen gewann 1956 die Deutsche Meisterschaft. 1955 und 1959 stand die Elf zudem im Meisterschaftsendspiel. Im Zeitraum von 1956 bis 1959 wurde der Verein außerdem vier Mal in Folge Westdeutscher Meister und gewann zwischen 1952 und 1961 acht Mal den Titel in der Mittelrheinliga, welche die höchste Spielklasse im normalen Ligabetrieb darstellte.
Im Hallenhandball konnten zeitgleich ähnliche Erfolge verbucht werden, auch wenn nie der ganz große Wurf gelang: Vier westdeutsche Meistertitel (1959–61 und 1964) berechtigten jeweils zur Teilnahme an den Endrunden zur Deutschen Meisterschaft, bei diesen Turnieren war der dreimal erreichte vierte Platz der größte Erfolg der Leverkusener. Auf Ebene der Verbandsliga Mittelrhein, auch im Hallenhandball bis zur Gründung der Bundesliga 1966/67 die höchste deutsche Spielklasse, wechselte sich Leverkusen regelmäßig mit dem VfL Gummersbach im Titelerfolg ab und wurde dabei zwischen 1951 und 1964 sechsmalig Verbandsmeister. 1978/79 und 1980 bis 1982 spielte Bayer Leverkusen in der Handball-Bundesliga der Männer. Anschließend spielte die Mannschaft zwölf Jahre lang in der 2. Bundesliga. 1989 konnte man den Weltmeister von 1982 Raimondas Valuckas verpflichten. 1994 erfolgte der Rückzug aus finanziellen Gründen. Nach mehr als einem Jahrzehnt des Spielbetriebs auf Landesverbandsebene wurde die erste Männermannschaft in der Saison 2007/08 aus der Landesliga (6. Liga) zurückgezogen. Die Herrenmannschaft hat sich aufgelöst.(Stand 2019)